# S100A9
S100A9 (em inglês: S100 calcium binding protein A9) é uma proteína codificada pelo gene humano S100A9.
A proteína codificada por este gene é um membro da família de proteínas denominada S100. As proteínas S100 estão localizadas no citoplasma e/ou núcleo de uma grande variedade de células, e estão envolvidas na regulação de um número de processos celulares como a progressão do ciclo celular e diferenciação celular.. Os genes S100 incluem pelo menos 13 membros que estão localizados no cromossoma 1q21.
S100A9 é um alvo para as quinolina-3-carboxamidas. Estes compostos ligam-se à S100A9 que é expressada na superfície de várias populações de monócitos no sangue periférico e também inibem a interação entre S100A9 e receptores pró-inflamatórios.

## Leitura de apoio
- Schäfer BW, Heizmann CW (1996). «The S100 family of EF-hand calcium-binding proteins: functions and pathology.». Trends Biochem. Sci. 21 (4): 134–40. PMID 8701470
- Kerkhoff C, Klempt M, Sorg C (1999). «Novel insights into structure and function of MRP8 (S100A8) and MRP14 (S100A9).». Biochim. Biophys. Acta. 1448 (2): 200–11. PMID 9920411
- Nacken W, Roth J, Sorg C, Kerkhoff C (2003). «S100A9/S100A8: Myeloid representatives of the S100 protein family as prominent players in innate immunity.». Microsc. Res. Tech. 60 (6): 569–80. PMID 12645005. doi:10.1002/jemt.10299
- Rasmussen HH, van Damme J, Puype M;  et al. (1993). «Microsequences of 145 proteins recorded in the two-dimensional gel protein database of normal human epidermal keratinocytes.». Electrophoresis. 13 (12): 960–9. PMID 1286667. doi:10.1002/elps.11501301199
- Longbottom D, Sallenave JM, van Heyningen V (1992). «Subunit structure of calgranulins A and B obtained from sputum, plasma, granulocytes and cultured epithelial cells.». Biochim. Biophys. Acta. 1120 (2): 215–22. PMID 1562590
- Dorin JR, Emslie E, van Heyningen V (1991). «Related calcium-binding proteins map to the same subregion of chromosome 1q and to an extended region of synteny on mouse chromosome 3.». Genomics. 8 (3): 420–6. PMID 2149559. doi:10.1016/0888-7543(90)90027-R
- Edgeworth J, Freemont P, Hogg N (1989). «Ionomycin-regulated phosphorylation of the myeloid calcium-binding protein p14.». Nature. 342 (6246): 189–92. PMID 2478889. doi:10.1038/342189a0
- Murao S, Collart FR, Huberman E (1989). «A protein containing the cystic fibrosis antigen is an inhibitor of protein kinases.». J. Biol. Chem. 264 (14): 8356–60. PMID 2656677
- Odink K, Cerletti N, Brüggen J;  et al. (1987). «Two calcium-binding proteins in infiltrate macrophages of rheumatoid arthritis.». Nature. 330 (6143): 80–2. PMID 3313057. doi:10.1038/330080a0
- Lagasse E, Clerc RG (1988). «Cloning and expression of two human genes encoding calcium-binding proteins that are regulated during myeloid differentiation.». Mol. Cell. Biol. 8 (6): 2402–10. PMC 363438. PMID 3405210
- Schäfer BW, Wicki R, Engelkamp D;  et al. (1995). «Isolation of a YAC clone covering a cluster of nine S100 genes on human chromosome 1q21: rationale for a new nomenclature of the S100 calcium-binding protein family.». Genomics. 25 (3): 638–43. PMID 7759097. doi:10.1016/0888-7543(95)80005-7
- Engelkamp D, Schäfer BW, Mattei MG;  et al. (1993). «Six S100 genes are clustered on human chromosome 1q21: identification of two genes coding for the two previously unreported calcium-binding proteins S100D and S100E.». Proc. Natl. Acad. Sci. U.S.A. 90 (14): 6547–51. PMC 46969. PMID 8341667. doi:10.1073/pnas.90.14.6547
- Roth J, Burwinkel F, van den Bos C;  et al. (1993). «MRP8 and MRP14, S-100-like proteins associated with myeloid differentiation, are translocated to plasma membrane and intermediate filaments in a calcium-dependent manner.». Blood. 82 (6): 1875–83. PMID 8400238
- Miyasaki KT, Bodeau AL, Murthy AR, Lehrer RI (1993). «In vitro antimicrobial activity of the human neutrophil cytosolic S-100 protein complex, calprotectin, against Capnocytophaga sputigena.». J. Dent. Res. 72 (2): 517–23. PMID 8423249
- Newton RA, Hogg N (1998). «The human S100 protein MRP-14 is a novel activator of the beta 2 integrin Mac-1 on neutrophils.». J. Immunol. 160 (3): 1427–35. PMID 9570563
- Vogl T, Pröpper C, Hartmann M;  et al. (1999). «S100A12 is expressed exclusively by granulocytes and acts independently from MRP8 and MRP14.». J. Biol. Chem. 274 (36): 25291–6. PMID 10464253. doi:10.1074/jbc.274.36.25291
- Kerkhoff C, Klempt M, Kaever V, Sorg C (2000). «The two calcium-binding proteins, S100A8 and S100A9, are involved in the metabolism of arachidonic acid in human neutrophils.». J. Biol. Chem. 274 (46): 32672–9. PMID 10551823. doi:10.1074/jbc.274.46.32672
- Stulík J, Koupilova K, Osterreicher J;  et al. (2000). «Protein abundance alterations in matched sets of macroscopically normal colon mucosa and colorectal carcinoma.». Electrophoresis. 20 (18): 3638–46. PMID 10612291. doi:10.1002/(SICI)1522-2683(19991201)20:18<3638::AID-ELPS3638>3.0.CO;2-W